# Silo (kniha)
Silo je postapokalyptická sci-fi kniha amerického autora jménem Hugh Howey, vydaná v roce 2012. Vypráví postupně příběh několika hlavních postav, které jsou součástí komunity, žijící uzavřeně v silu. Silo je velká podzemní stavba, postavená před mnoha generacemi z nyní již nepříliš jasných důvodů. Své obyvatele chrání před toxickou atmosférou venku, mimo silo.

## Pokračování
V roce 2013 autor vydal druhou knihu se jménem Turnus, která dějově předchází Silu a osvětluje počátky a důvody stavby Sila. Třetí pokračování s názvem Prach taktéž z roku 2013 příběhově navazuje na první knihu a celý příběh uzavírá.

## Rozdělení
Kniha je překladem anglického originálu Wool Omnibus, který byl vydán 25. ledna 2012. Je sestavena z následujících pěti knih:
- Wool
- Proper Gauge
- Casting Off
- The Unraveling
- The Stranded